# Peter Eisenschenk
Peter Eisenschenk (* 27. April 1965 in Tulln an der Donau) ist ein österreichischer Politiker (ÖVP). Er war vom 2. Jänner 2007 bis 27. Oktober 2008 Abgeordneter zum österreichischen Nationalrat. Seit 21. Dezember 2009 ist er Bürgermeister der Stadtgemeinde Tulln.

## Leben
Nach der Matura studierte er von 1984 bis 1991 Wirtschaftspädagogik an der Wirtschaftsuniversität Wien sowie 1991 bis 1993 an der Johannes-Kepler-Universität Linz (Mag. rer. soc. oec.). Er arbeitete von 1988 bis 1993 als Redakteur beim Wirtschaftsmagazin „trend“. Bis zu seiner Wahl in den Nationalrat unterrichtete der nebenberufliche Fachbuchautor Betriebswirtschaft, Rechnungswesen und Controlling an der HAK/HAS Tulln, deren Leitung er am 1. August 2009 übernommen hat.
Peter Eisenschenk ist mit der Augenärztin Angelika Eisenschenk verheiratet und Vater eines Sohnes und einer Tochter.

## Politik
Seine politische Laufbahn begann 1997 mit dem Einzug in den Tullner Gemeinderat, wo er regelmäßig an Initiativen insbesondere im Umwelt- und Gesundheitsbereich beteiligt sowie für die Stadtfinanzen verantwortlich war. Seit 2002 gehört er dem Stadtrat an, im Jahr 2005 wurde er zum 1. Vizebürgermeister gewählt. 
Die Wahl in den Nationalrat schaffte Eisenschenk im Jahr 2006 mit über 5.000 Vorzugsstimmen im internen Wahlkampf der Volkspartei Niederösterreich erst nach dem Mandatsverzicht des St. Pöltner Nationalratsabgeordneten Alfred Brader. 
Bei der Nationalratswahl 2008 erhielt er 6434 Vorzugsstimmen, musste aber aufgrund eines Mandatsverlustes der ÖVP im Wahlkreis NÖ-Mitte aus dem Nationalrat wieder ausscheiden. Ende 2009 wurde Peter Eisenschenk als Nachfolger von Willi Stift zum Tullner Bürgermeister gewählt. 
Bei den Gemeinderatswahlen 2010, 2015, 2020 und 2025 konnte die Tullner Volkspartei mit Peter Eisenschenk als Spitzenkandidat die absolute Mehrheit verteidigen.
Im Jahr 2025 dokumentierte Peter Eisenschenk in seinem Blog-Beitrag „Nicht mein Kanzler“ seinen Widerstand gegen die potenzielle Kanzlerschaft Herbert Kickls, die sich in den FPÖ/ÖVP-Koalitionsverhandlungen nach den Nationalratswahlen 2024 abzeichnete.